# Psammocora ramosa
Psammocora ramosa là một loài san hô trong họ Siderastreidae. Loài này được Claereboudt mô tả khoa học năm 2006.